# Bernard Galler
Bernard A. Galler (Chicago, 3 de octubre de 1928 - Ann Arbor, Míchigan, 4 de septiembre de 2006) fue un matemático e informático estadounidense en la Universidad de Míchigan.  Trabajó en el desarrollo de sistemas operativos y lenguaje de programación a gran escala, incluyendo el lenguaje MAD y el sistema operativo Michigan Terminal System.
Estudió en la Universidad de Chicago, en la que obtuvo una licenciatura en Matemáticas en 1946, maestría y doctorado en 1955, recomendado por  Paul Halmos y Marshall Stone.
Se unió al departamento de Matemáticas de la Universidad de Míchigan en 1955, donde dio sus primeras lecciones de programación con un IBM 704 en 1956.
Galler ayudó a desarrollar en lenguaje informático Michigan Algorithm Decoder, todavía en uso en varias universidades. 
En 1965 fundó el departamento de Ciencias de la Comunicación, renombrado Ciencias de la Computación, que se convirtió en el departamento de Informática y Comunicación en 1984, del que se retiraría en 1994. 
Su clase desarrolló un curso a tiempo real de programación llamado Registro de Ordenadores con la Participación de Alumnos Implicados (CRISP, en sus siglas en inglés), que permitió a los estudiantes registrarse en cursos sin esperar largas colas. La Universidad usó este sistema durante 15 años.
De 1968 a 1970, Prof. Galler fue el presidente de la Asociación de Maquinaria de Ordenadores. Fue el director fundador del periódico IEEE Annals of el History of Computing de 1979 a 1987). También fue presidente del Instituto de Patentes de Software en 1992.
Durante 15 años, fue experto testigo en numerosos casos legales sobre asuntos de software informático involucrados con el Estado. 
Tocó el violín en varias orquestas y grupos de cámara; cofundando en 2001 el Ypsilanti Youth Orchestra para niños que no tienen acceso a educación en instrumentos de cuerda.  
Fue  presidente de la Orchestra Board en la Universidad de Míchigan y miembro del Ann Arbor. Murió de embolia pulmonar.
El Fondo de Becas de Bernard A. Galler se ha establecido en la Universidad de Míchigan en el departamento de ingeniería eléctrica y ciencias de la computación para atraer y apoyar estudiantes sobresalientes titulados que buscan un grado superior en Informática. 
- Datos: Q3709749